# Big Fun (álbum de C.C. Catch)
Big Fun ("Gran diversión", en español) es el cuarto álbum de la cantante alemana C.C. Catch publicado en 1988. El álbum contiene 10 canciones estilo eurodisco, todas ellas compuestas, arregladas y producidas por el alemán Dieter Bohlen.

## Lista de canciones
Todas las canciones escritas y compuestas por Dieter Bohlen. 
| N.º | Título                      | Duración |  |
| 1.  | «Backseat of Your Cadillac» | 3:24     |  |
| 2.  | «Summer Kisses»             | 3:51     |  |
| 3.  | «Are You Serious»           | 3:07     |  |
| 4.  | «Night in Africa»           | 4:09     |  |
| 5.  | «Heartbeat City»            | 3:38     |  |
| 6.  | «Baby I Need Your Love»     | 3:03     |  |
| 7.  | «Little by Little»          | 3:06     |  |
| 8.  | «Nothing but a Heartache»   | 3:02     |  |
| 9.  | «If I Feel Love»            | 3:42     |  |
| 10. | «Fire of Love»              | 3:00     |  |

## Posición en las listas
| Listas 1987 | Máxima Posición |
| ----------- | --------------- |
| Alemania    | 7               |
| Bélgica     | 40              |
| Yugoslavia  | 22              |

## Créditos
- Música: Dieter Bohlen
- Letra: Dieter Bohlen
- Arreglos: Dieter Bohlen
- Producción: Dieter Bohlen
- Coproducción: Luis Rodríguez
- Publicación: Hansa/Hanseatic
- Distribución: BMG Records
- Dirección de Arte y Concepto: Manfred Vormstein
- Diseño: Ariola-Studios
- Fotografía frontal: Mauritius/NAS Tom Mc Hugh - OKAPIA
- Fotografía trasera: Herbert W. Hesselmann